# Pont bâti
Ne doit pas être confondu avec Pont couvert.
Un pont bâti, appelé aussi pont habité ou pont loti, est un pont qui, outre sa fonction de support à une voie de communication, peut assurer certaines fonctions liées à la ville, comme l'habitat ou l'exercice d'activités artisanales et commerciales.

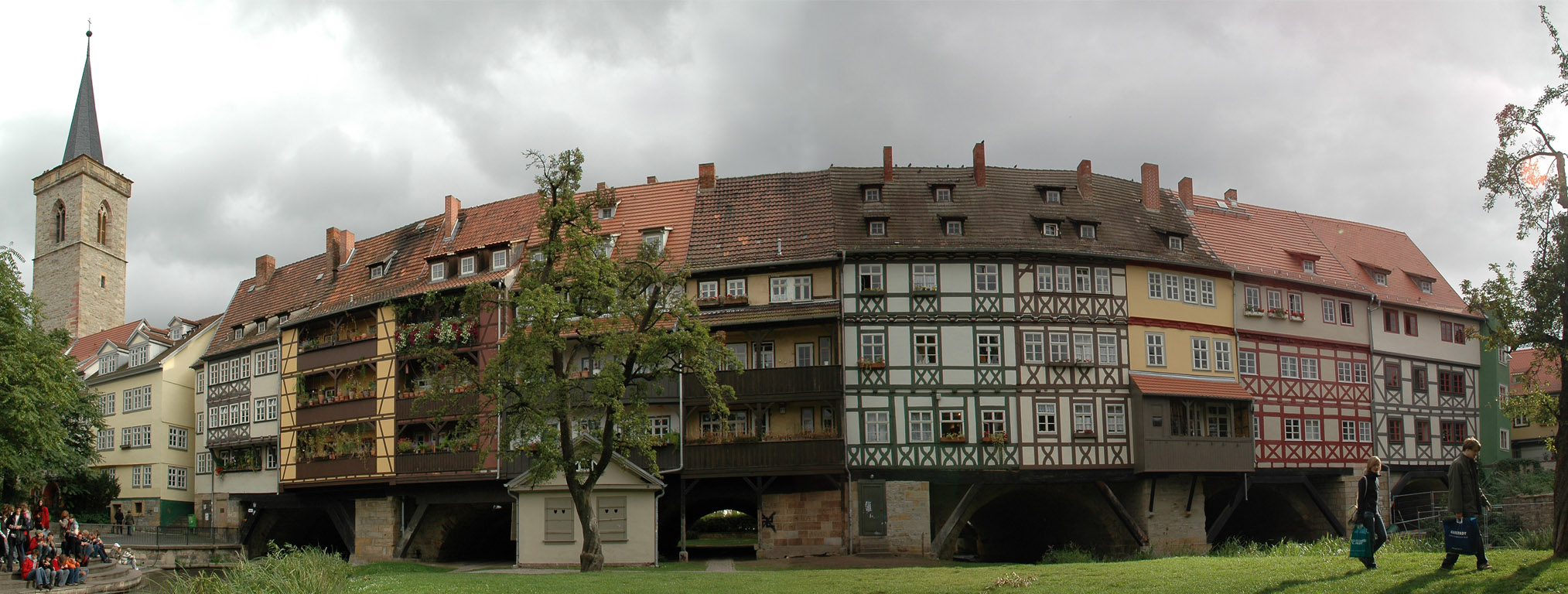
Pont des Épiciers, Erfurt

## En Asie

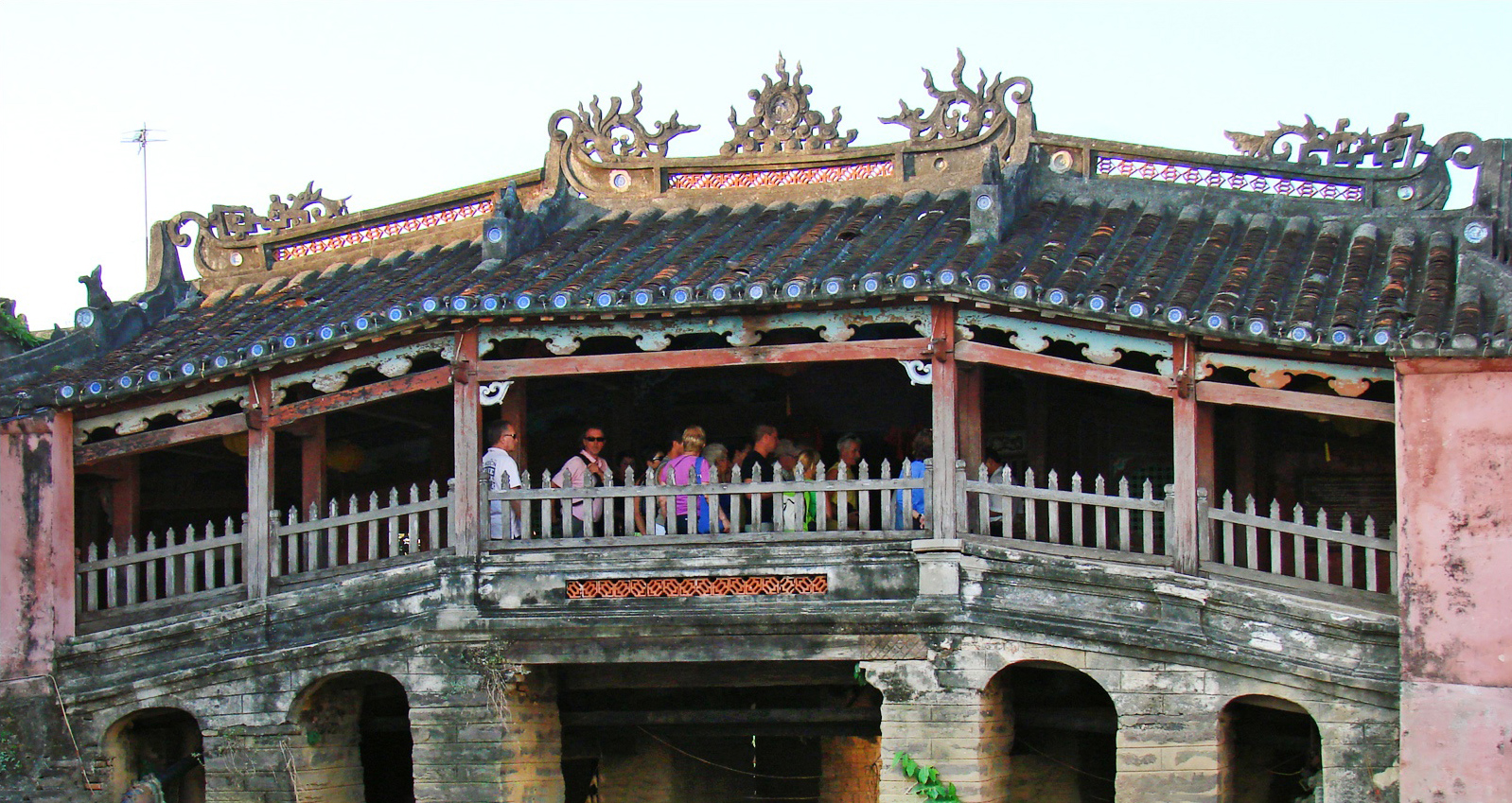
Pont Japonais de Hội An

Un exemple de pont bâti préservé est le pont Japonais de Hội An, au Viêt Nam, qui contient un temple bouddhiste et qui fut jadis utilisé comme palais de justice.

## En Europe

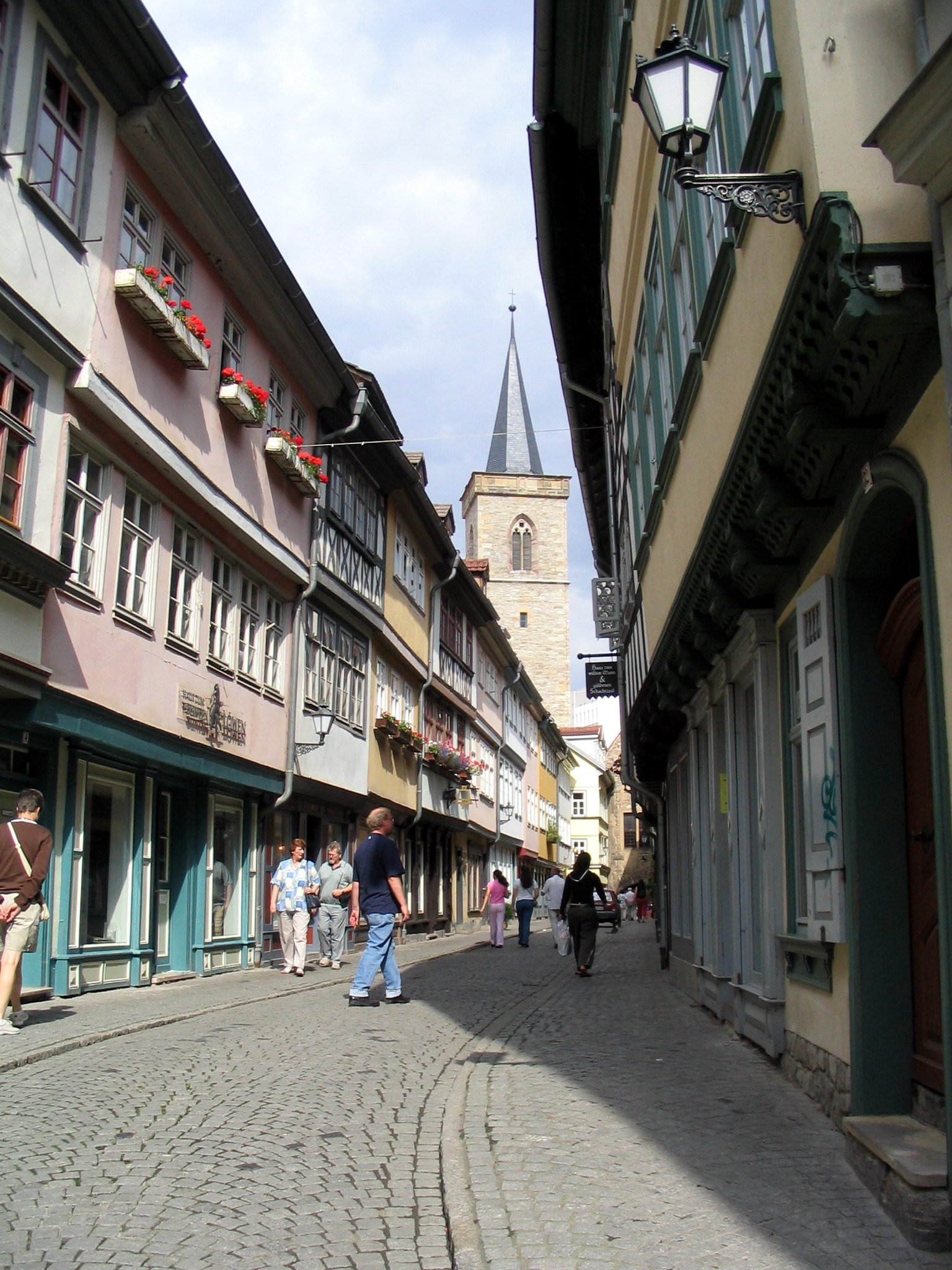
Krämerbrücke, Erfurt

Les ponts bâtis étaient très répandus au Moyen Âge. À l'origine de cette construction d'habitations sur les ponts, on trouve deux types de populations, avec une seule et même motivation, la fiscalité. Il s'agissait toujours d'une part des plus pauvres, et d'autre part des commerçants cherchant à se soustraire au cens (payable au propriétaire du sol), et au péage ainsi qu'à l'octroi (payables au seigneur féodal). Le développement des habitations, des ateliers d'artisans et des boutiques, débouchent selon Jean Mesqui sur la notion de pont-rue.
Les incendies, fréquents sur ces ponts en bois, les nombreux accidents de transport fluvial, les crues, les restructurations des centres-villes et la construction de ponts en pierres ont causé la disparition quasi totale de ces ponts. Seule une poignée de ces ponts habités subsiste aujourd'hui en Europe.

### Allemagne
La Krämerbrücke (« pont des Épiciers ») à Erfurt, en bois à l'origine, a été reconstruite en pierre en 1325 sur le bras large de la Gera. Après le grand incendie de 1472, la ville a décidé d’élever sur le pont 62 maisons dans lesquelles les commerçants possédaient boutique et domicile.

### Bulgarie
Le pont couvert de Lovetch en Bulgarie, ouvert en 1874, a été reconstruit deux fois, en 1931 et en 1982, après avoir été détruit, la première fois par une crue et la deuxième par un incendie. Il abrite 14 magasins, mais personne n'y a son domicile aujourd'hui.

### France
Le pont de Rohan à Landerneau et le pont des Marchands à Narbonne font partie des rares ponts encore bâtis en France. Le pont Tibère à Sommières a été en partie absorbé par la ville qui s'est étendue dans le lit majeur du fleuve. Certaines arches du pont se trouvent maintenant dans les fondations et caves des bâtiments.

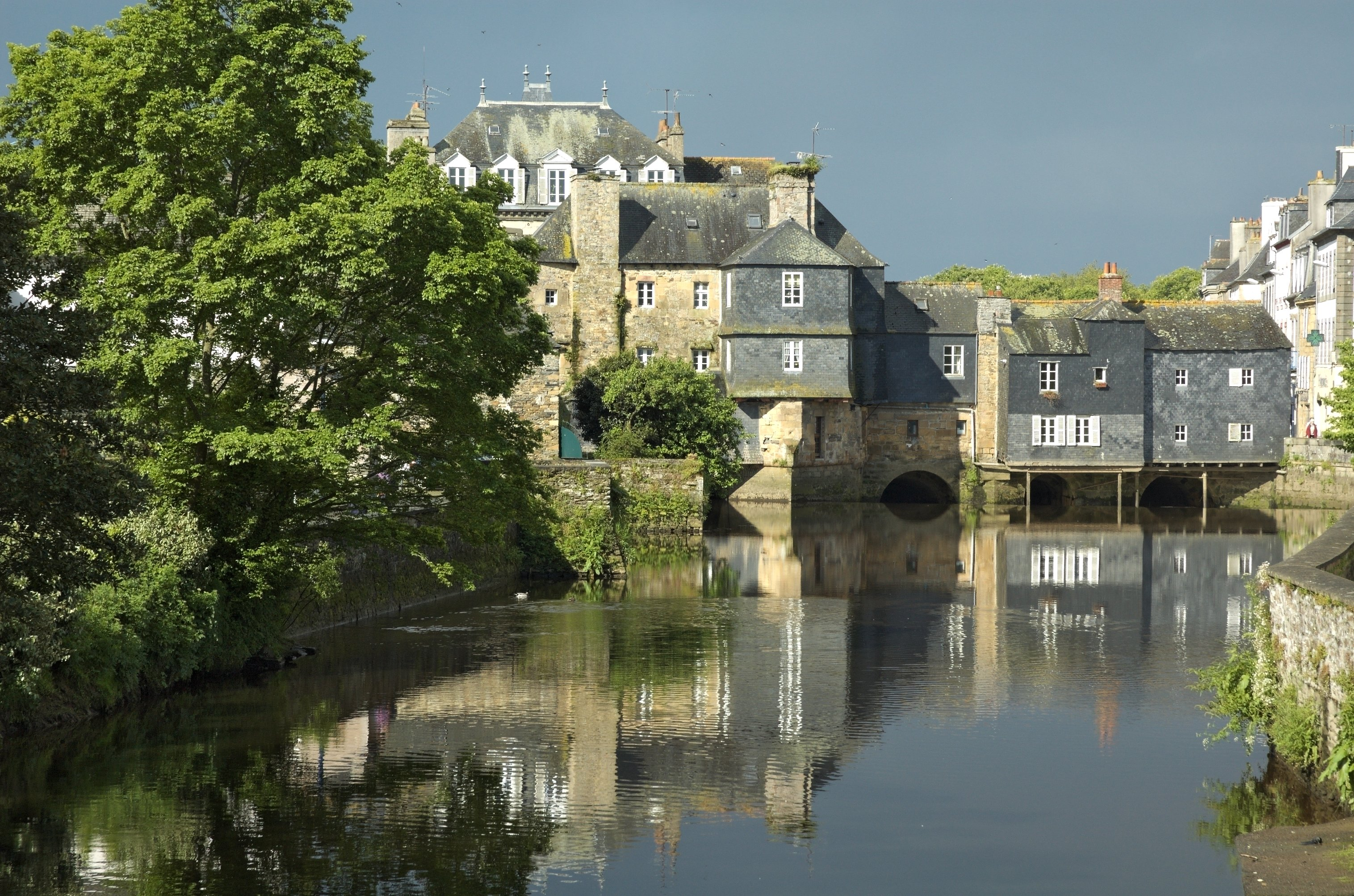
Pont de Rohan, à Landerneau.
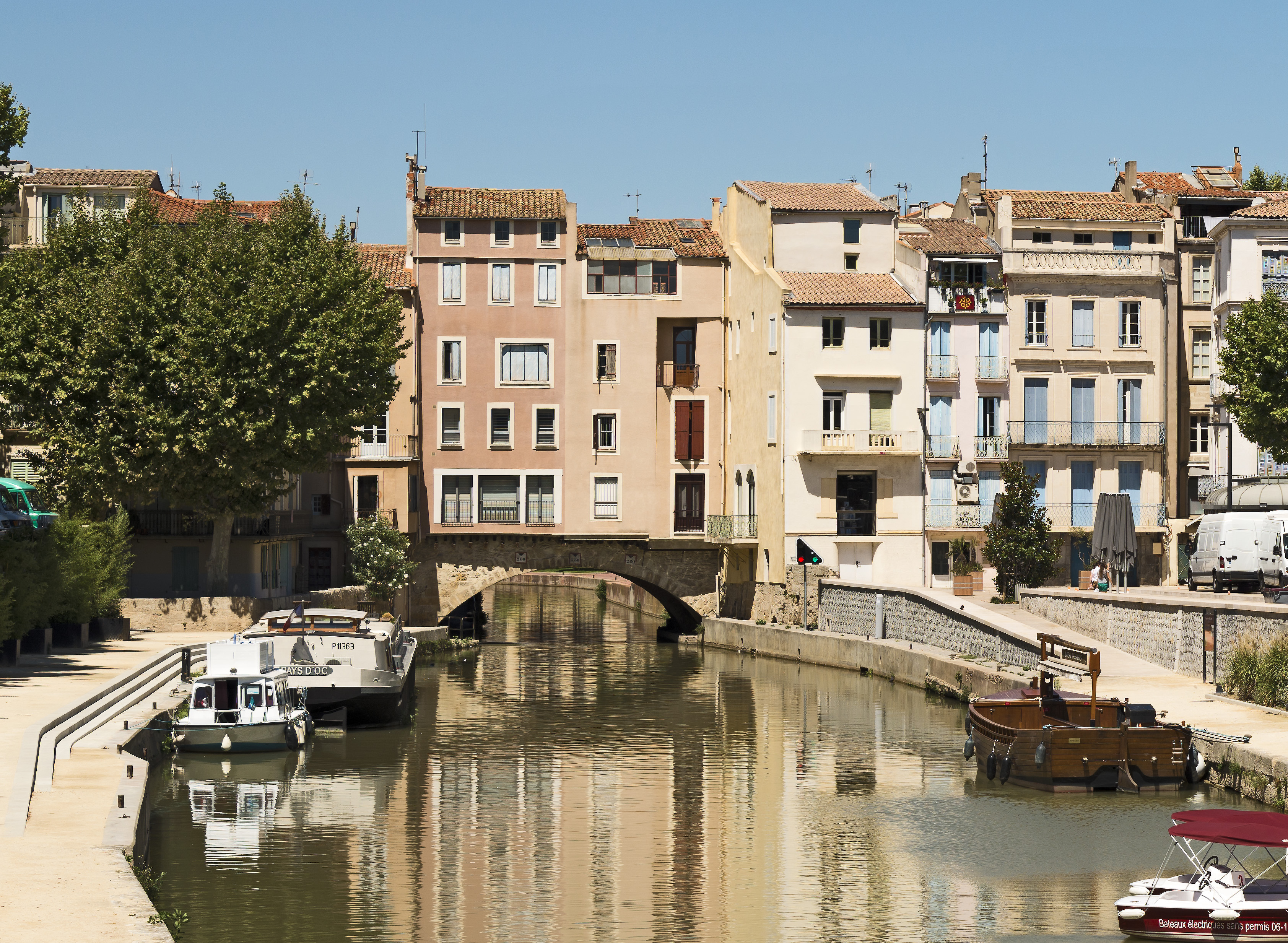
Pont des marchands de Narbonne.
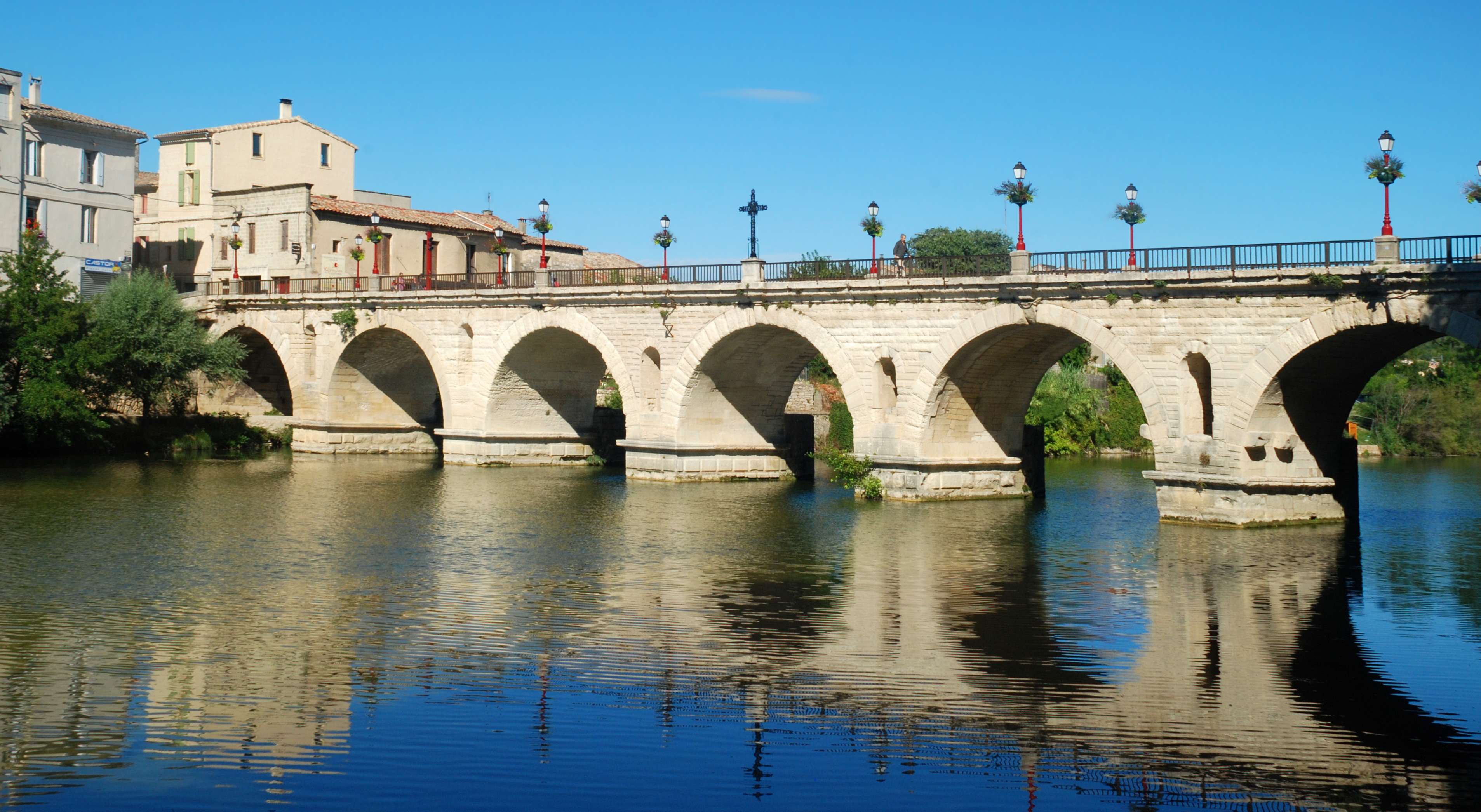
Pont Tibère à Sommières, en partie absorbé par la ville.
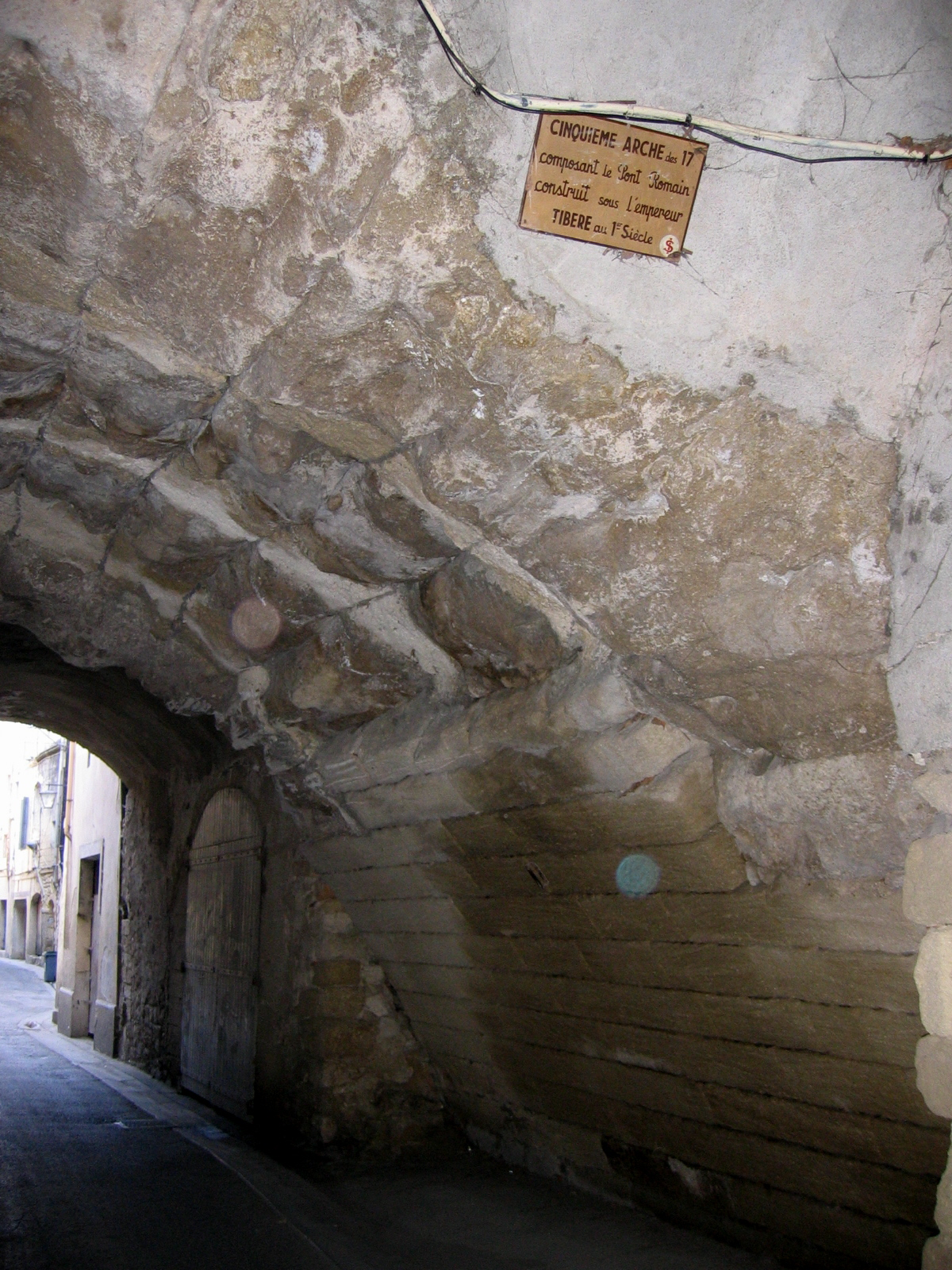
Arche du pont Tibère, maintenant sous la ville.

#### Ponts habités à Paris

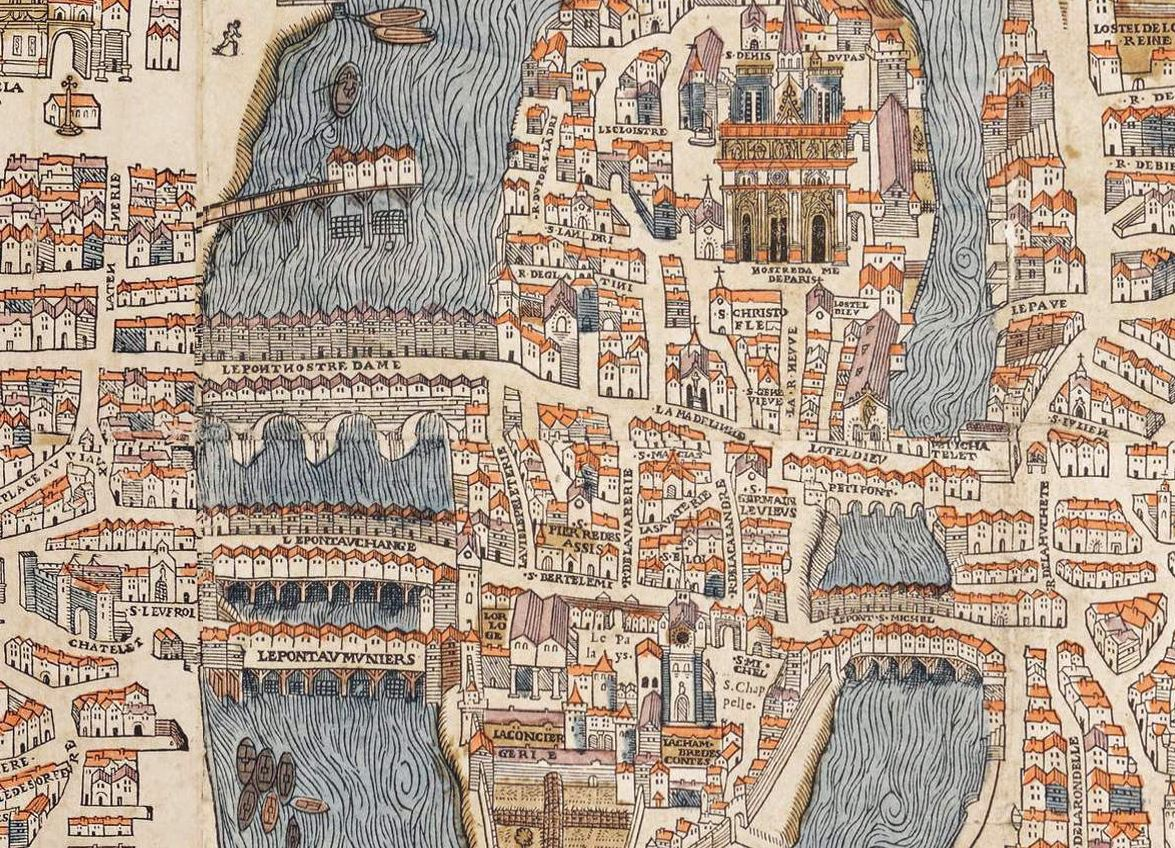
Ponts de l'île de la Cité au XVIe siècle.

Jusqu'à la construction du Pont Neuf à la fin du XVIe siècle, Paris ne compte que cinq ponts en bois lotis de maisons au niveau de l'île de la Cité : le petit-pont et le pont Saint-Michel sur la rive gauche, le pont Notre-Dame, le pont-aux-changes et le pont-aux-meuniers sur la rive droite. Ces ponts sont bordés de rangées de maisons de part et d'autre et forment de véritables rues. La présence de ces maisons contribue à leur ruine. L'alignement est plus ou moins bien respecté intérieurement des deux côtés de la rue, mais les habitations sont établies en encorbellement sur la rivière. Leurs habitants n'hésitent pas à creuser des caves et des réduits dans la maçonnerie des piles, au point que les ponts ont tendance à se déverser latéralement au-dessus du fleuve. Lors de la démolition des maisons qui garnissent les ponts Notre-Dame et Saint-Michel, il faut réparer les tympans et les parements jusqu'au droit des piles. Leur destruction totale ou partielle par les crues de la Seine (crues répertoriées de février 583 à octobre 1499, dues à la fonte des glaces au printemps) et les incendies explique leur remplacement par des ponts en pierre.

#### Nouveaux projets
Depuis l'essor des transports dans les villes au XIXe siècle, les ouvrages d'art habité ont disparu du paysage urbain français. Des projets de pont habité sont à l'étude au XXIe siècle.

### Italie

#### Ponte Vecchioà Florence
Le Ponte Vecchio, à Florence, fut construit en 1345 pour remplacer l'antique pont romain sur l'Arno. En 1564, Giorgio Vasari restructura le pont sur l'ordre du Grand Duc Ferdinand Ier pour y faire passer le corridor de Vasari (Corridoio Vasariano) reliant le Palazzo Vecchio au Palais Pitti. Les boutiques furent alors réservées aux seuls joailliers et orfèvres.

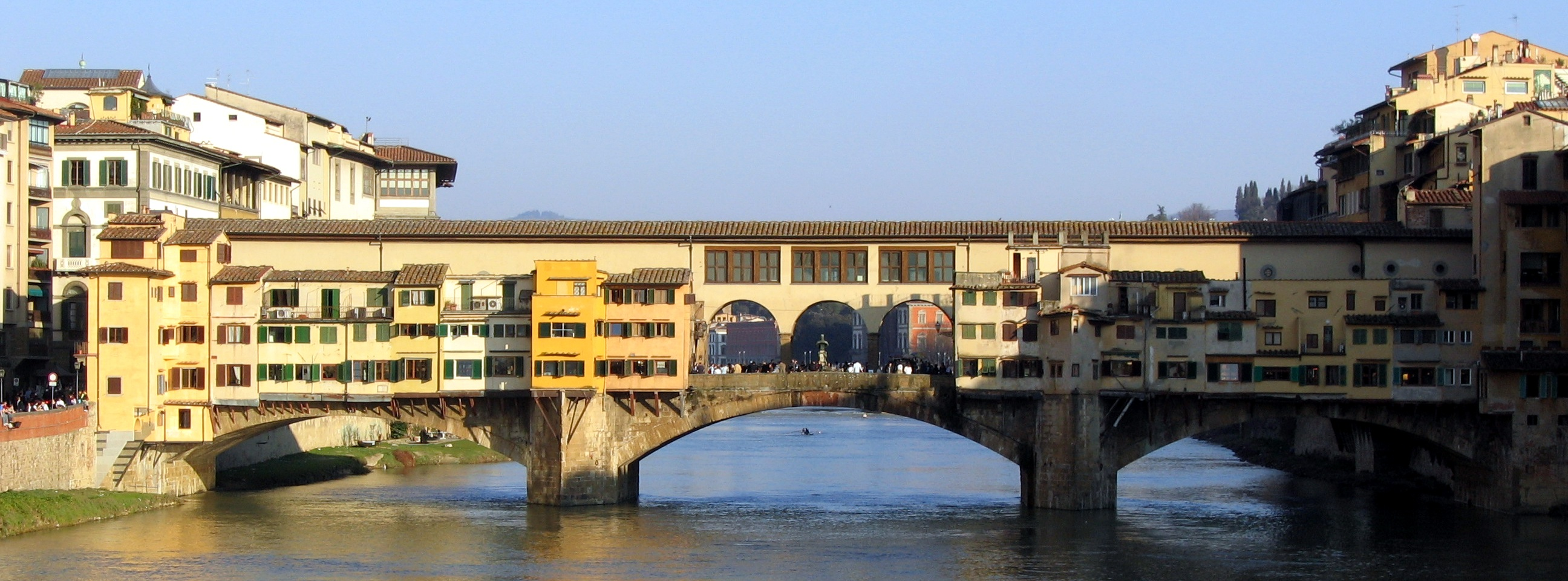
Le Ponte Vecchio, à Florence

#### Pont du Rialto à Venise
Le pont du Rialto est le plus célèbre des quatre ponts sur le Grand Canal de Venise. Le pont tel qu'il existe aujourd'hui a été bâti entre 1588 et 1591. Il relie les quartiers de San Marco et du Rialto, et il est surmonté de boutiques.

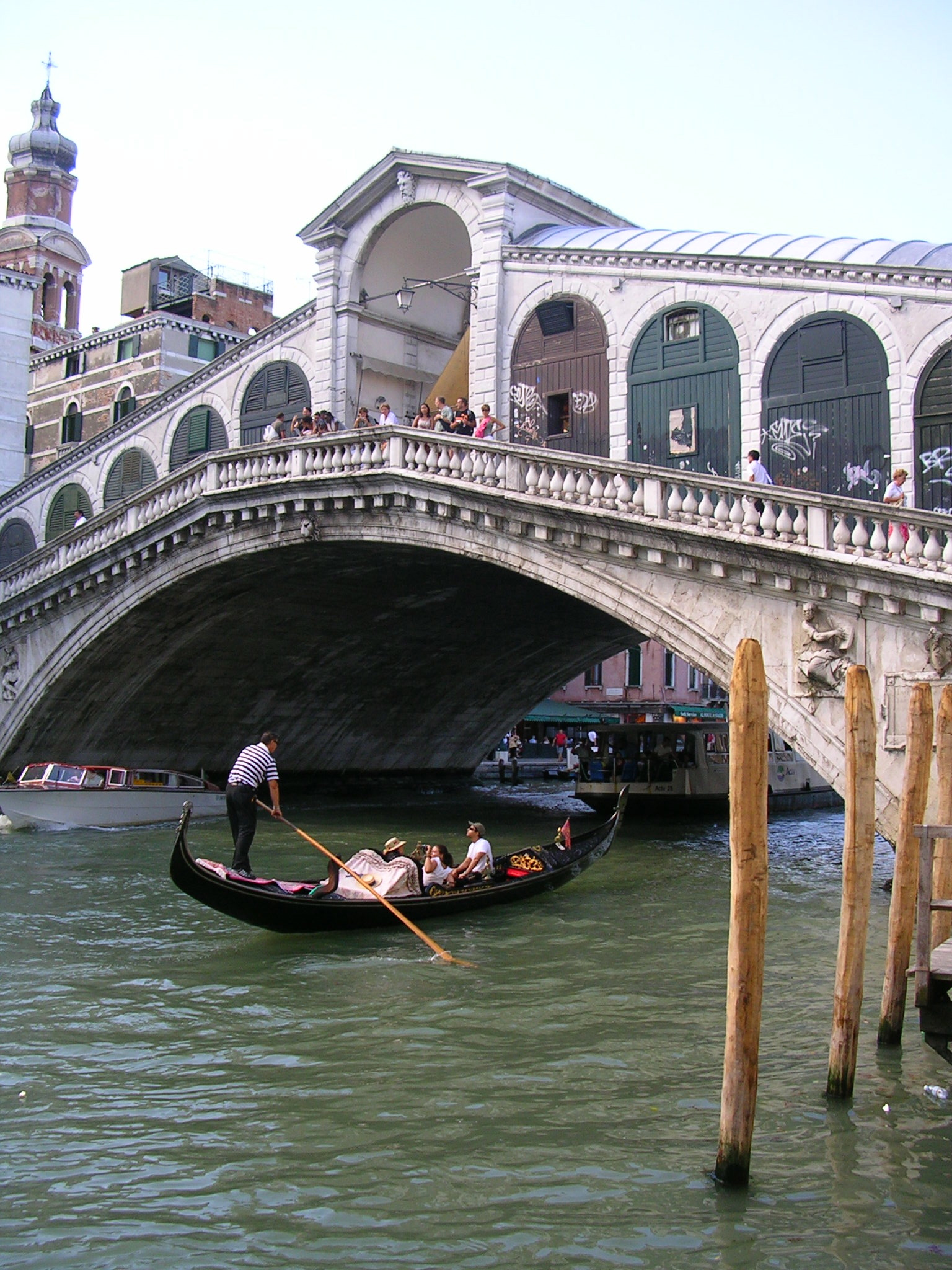
Pont du Rialto, à Venise

### Royaume-Uni
Le Pulteney Bridge à Bath (Angleterre) a été construit en 1773 sur la rivière Avon.
Un autre pont remarquable, habité d'un côté, traverse une petite vallée, à Frome, Avon.